# Bunomys fratrorum
Bunomys fratrorum е вид гризач от семейство Мишкови (Muridae). Видът е уязвим и сериозно застрашен от изчезване.

## Разпространение и местообитание
Разпространен е в Индонезия (Сулавеси).
Обитава тропически райони и гористи местности.

## Описание
Теглото им е около 130,3 g.
Популацията на вида е намаляваща.